# Anacamptodes fragilaria
Anacamptodes fragilaria är en fjärilsart som beskrevs av Grossbeck 1909. Anacamptodes fragilaria ingår i släktet Anacamptodes och familjen mätare. Inga underarter finns listade i Catalogue of Life.

## Bildgalleri

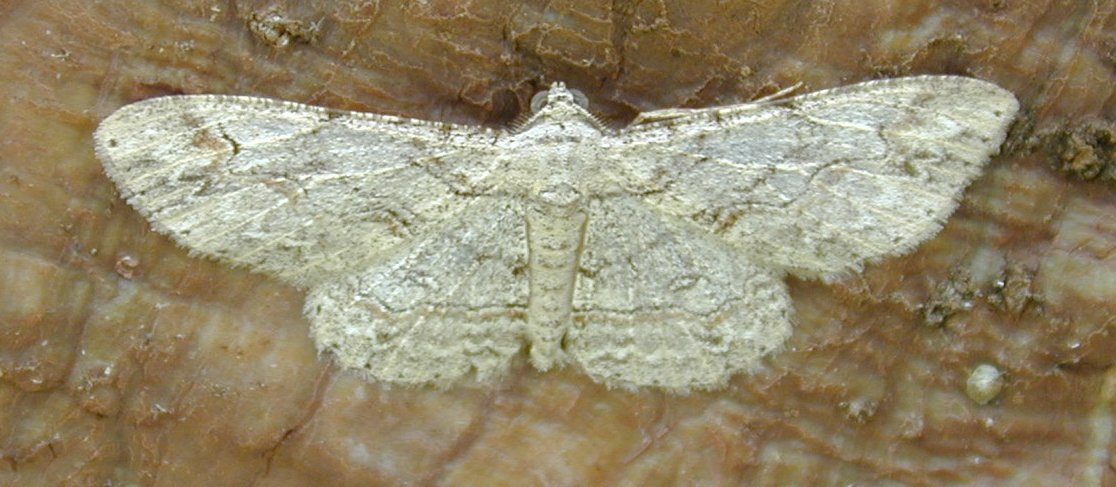
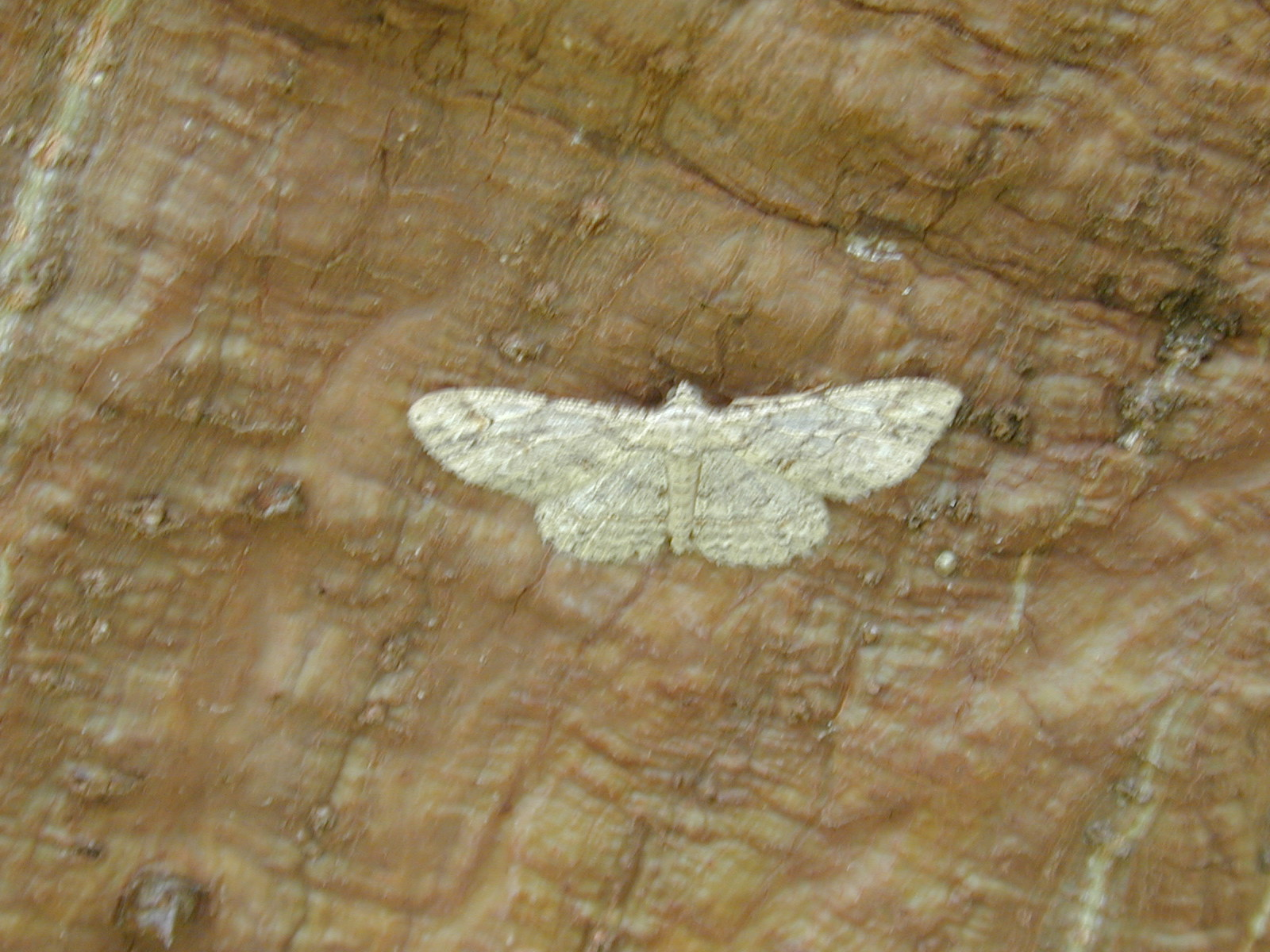
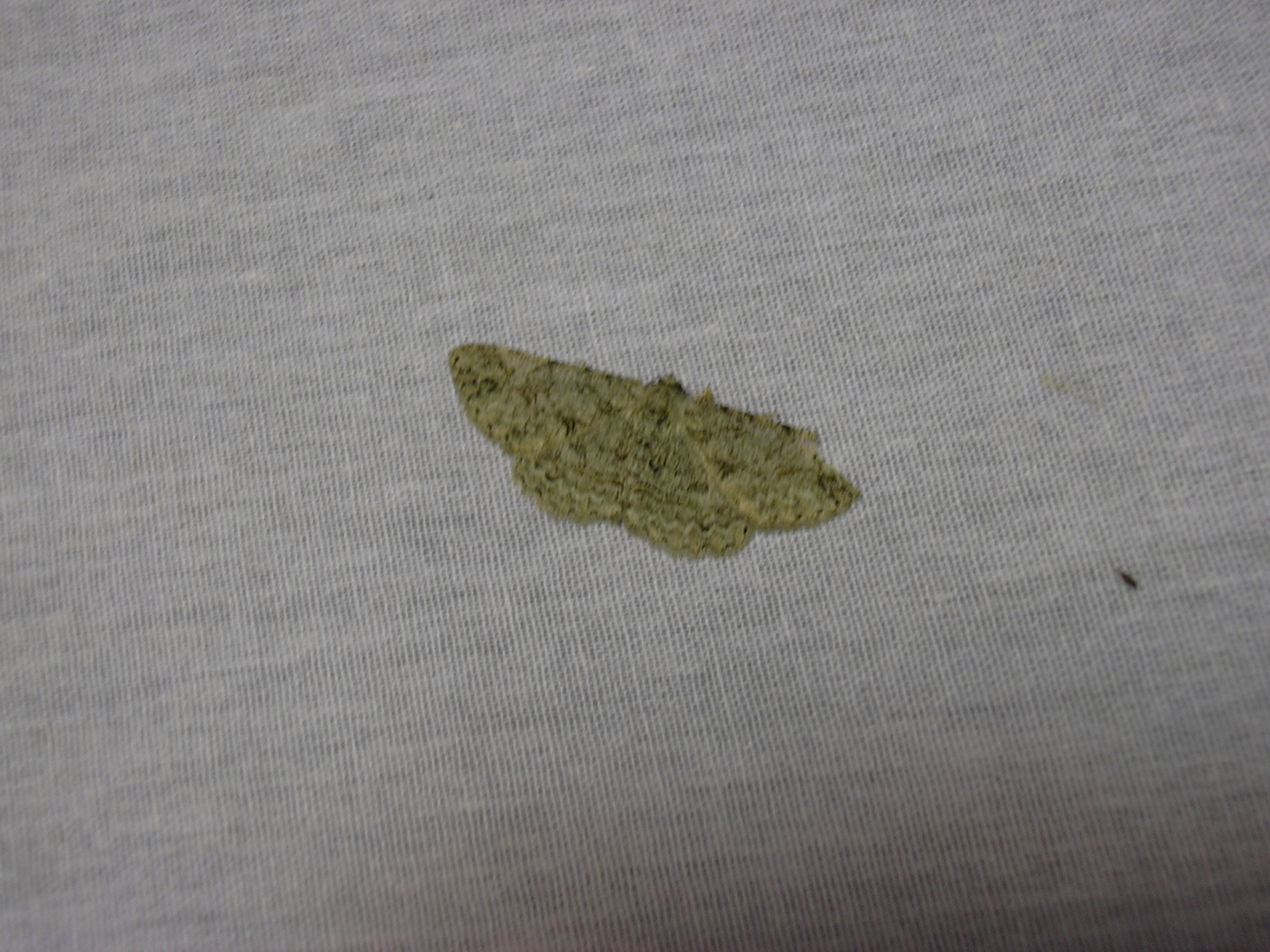
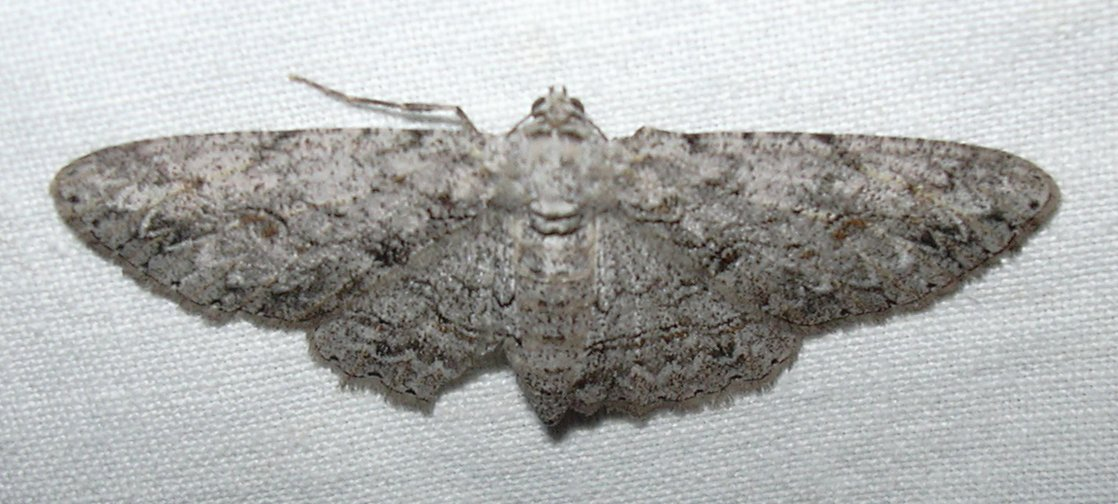
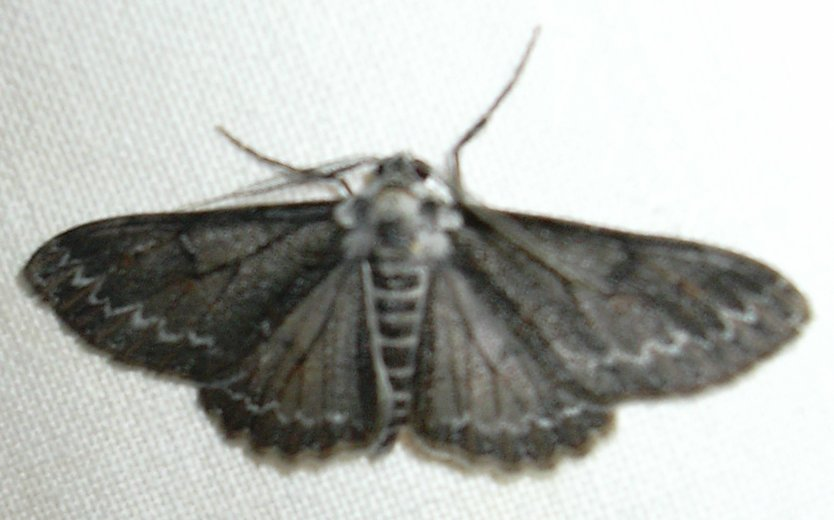